# کشنده پایین
کشنده پایین یک منطقهٔ مسکونی در افغانستان است که در ولایت بلخ واقع شده‌است.